# Pain (banda)
Pain es una banda de metal industrial, nacida en Estocolmo (Suecia) fue fundada en 1996 por el polifacético Peter Tägtgren más conocido por ser el vocalista de la banda de Death metal sueca Hypocrisy, una de las banda principales a tener en cuenta dentro de este género en su país y por ser productor, ejecutivo, productor/mezclador de bandas de gran calibre dentro de la música extrema, estando en sellos como Nuclear Blast o teniendo su propio estudio, los estudios Abyss.
Pain es una banda que posee un sonido particular, gracias a sus efectos electrónicos, distorsiones de guitarra sucias y pesadas, baterías alucinantes y letras sobre drogas, desesperación y muerte.
La banda es mejor dicho un proyecto solista de Peter Tägtgren, ya que graba en distintas pistas todos los instrumentos (voz, guitarras, teclado/sintetizador, batería y bajo) y compone todas las letras y canciones. El álbum homónimo y debut de la banda fue lanzado en 1997, y desde entonces Pain ha lanzado seis álbumes más un DVD.

## Discografía
- Pain - (1997)
- Rebirth - (2000)
- Nothing Remains The Same  - (2002)
- Dancing With The Dead - (2005)
- Psalms of Extinction - (2007)
- Cynic Paradise - (2008)
- You Only Live Twice - (2011)
- Coming Home - (2016)
- I am  - (2024)

## Sencillos
- Just Hate Me - (2002)
- My Angel - (2009)

### DVD
- Live Is Overrated - (2006)
- We Come In Peace - (2012)

## Miembros

### Miembros actuales
- Peter Tägtgren - Voz, todos los instrumentos (1996-)

### Miembros de sesión
- Alexi Laiho - Solo de guitarra (Just Think Again) (2007)
- Peter Iwers - Bajo (Save Your Prayers, Nailed to the Ground) (2007)
- Horgh (Reidar Horghagen) - Batería (Rebirth) (1999)
- Mikkey Dee - Batería (Zombie Slam) (2007)
- Anette Olzon - Voz (Follow Me, Feed Us) (2008)
- Cécile Siméone - Voz (My Angel) (2011)

### Miembros en vivo
- michael bohlin-guitarra-2012
- André Skaug (Clawfinger)-Bajo- 2007
- David Wallin-batería-2012
- Johan Husgafvel- bajo
- Marcus Jidell - Guitarra (2007)
- Mathias Kamijo - Guitarra
- Andrea Odendahl - Guitarra (2005)
- René Sebastian - Guitarra (2008)
- Saroth (Yngve Liljebäck) - Bajo
- Alla Fedynitch - Bajo (2005)
- Horgh (Reidar Horghagen) - Batería (1999)
- Marc Gossar - Batería (2007)

## Links
- Sitio web oficial
- Pain en Discogs
- Pain en Spotify
- Pain en MusicBrainz
- Pain en Last.fm
- Pain en Facebook
- Pain en X (antes Twitter)
- Wikimedia Commons alberga una categoría multimedia sobre Pain.